# Geoica lucifuga
Geoica lucifuga är en insektsart. Geoica lucifuga ingår i släktet Geoica och familjen långrörsbladlöss. Inga underarter finns listade i Catalogue of Life.

## Bildgalleri

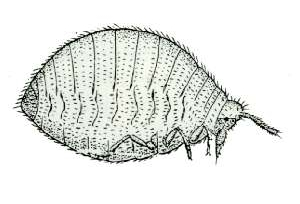